# Magnoliopsida
Magnoliopsida је вадилни ботанички назив за класу скривеносјеменица (лат. Magnoliophyta). По дефиницији класа обухвата подорицу Magnoliaceae, али њено описивање може да варира, може бити више или мање укључиво у зависности од класификационом систему о којем се расправља.

## Тахтаџајенов и Кронквистов систем
У Тахтаџајеновом и Кронквистовом систему назив се користи за групу познати као дикотиледоне биљке.

### у Тахтаџајеновом систему
Тахтаџајенов систем користи ову унутрашњу таксономију:
- класа Magnoliopsida [= дикотиледони]
поткласа  Magnoliidae
поткласа  Nymphaeidae
поткласа  Nelumbonidae
поткласа  Ranunculidae
поткласа  Caryophyllidae
поткласа  Hamamelididae
поткласа  Dilleniidae
поткласа  Rosidae
поткласа  Cornidae
поткласа  Asteridae
поткласа  Lamiidae

### у Кронквистовом систему
Кронквистов систем користи ову унутрашњу таксономију (верзија из 1981. године):
- класа Magnoliopsida [= дикотиледони]
поткласа  Magnoliidae
поткласа  Hamamelidae
поткласа  Caryophyllidae
поткласа  Dilleniidae
поткласа  Rosidae
поткласа  Asteridae

## Далгренов и Торнов систем
Далгренов и Торнов систем користи ову унуташњу таксономију:
- класа Magnoliopsida [= angiosperms]
поткласа  Magnoliidae [= дикотиледони]
поткласа  Liliidae [= monocotyledons]

## Ривилов систем
Ривилов систем користи име Magnoliopsida за групу примитивих дикотиледона, што одговара половони биљака Magnoliids-а:
- класа 1. Magnoliopsida
надред 1. Magnolianae
надред 2. Lauranae

## APG системи
У APG и APG II системима ботанички називи се користе само као ранг реда и ниже. Изнад ранга реда, ови системи користе сопствене називе, попут Angiospermae, Eudicotidae, Monocotyledons, Rosids итд. Ови називи се односе на кладусе (нерангиране). Класа Magnoliopsida није дефинисана. APG одбацује идеју дикотиледони могли бити таксономска јединица и добити формално име; они се сматрају парафлетима.